# انتخابات الرئاسة التشيلية 1938
انتخابات الرئاسة التشيلية 1938 هي الانتخابات الرئاسية التي جرت في 1938، في تشيلي، فاز بالانتخابات بيدرو أغيري سيردا.